# Георг Фридрих фон Кирхберг
Георг Фридрих фон Кирхберг (на немски: Georg Friedrich Burggraf von Kirchberg; * 3 март 1683 във Фарнрода; † 14 август 1749 в Хахенбург) е бургграф на Кирхберг, граф на Хахенбург и граф на Сайн-Витгенщайн.
Той е син на бургграф Георг Лудвиг фон Кирхберг (1626 – 1686) и втората му съпруга Магдалена Кристина фон Мандершайд-Бланкенхайм (1658 – 1715), дъщеря на граф Салентин Ернст фон Мандершайд-Бланкенхайм († 1705) и графиня Ернестина Салентина фон Зайн-Витгенщайн († 1661).
Граф Георг Фридрих фон Кирхберг-Сайн-Витгенщайн умира на 14 август 1749 г. на 66 години в Хахенбург.

## Фамилия
Георг Фридрих фон Кирхберг се жени на 9 май 1708 г. в Отвайлер за графиня София Амалия фон Насау-Саарбрюкен-Отвайлер (* 8 октомври 1688, Отвайлер; † 28 май 1753, Хахенбург), дъщеря на граф Фридрих Лудвиг фон Насау-Отвайлер (1651 – 1728) и графиня Кристиана фон Алефелд (1659 – 1695). Те имат единадесет деца:
- Вилхелм Лудвиг (* 30 март 1709, Хахенбург; † 18 февруари 1751, Хахенбург), бургграф на Кирхберг, граф на Хахенбург, женен на 19 юни 1744 г. в Даун за Луиза фон Салм-Даун (* 27 февруари 1721; † 23 декември 1791)
- Карл Георг (* 5 юли 1711; † 29 октомври 1740), бургграф на Кирхберг, граф на Хахенбург
- Фридрих Ернст (* 30 юни 1713; † 1 октомври 1737, в битка), бургграф на Кирхберг, граф на Хахенбург
- Йохан Август (* 6 юни 1714; † 11 април 1799), бургграф на Кирхберг, граф на Хахенбург
- Алелсандер (* 30 ноември 1715; † 4 февруари 1717)
- Ернст Зигмунд (* 29 ноември 1716; † 25 август 1738, в битка), бургграф на Кирхберг, граф на Хахенбург
- Фердинанд (* 11 ноември 1718; † 30 ноември 1721)
- Каролина (* 14 октомври 1720; † 19 декември 1795), омъжена на 2 януари 1739 г. в Хахенбург за княз Йохан Фридрих Алксандер фон Вид-Нойвид (* 18 ноември 1706; † 17 август 1791)
- Адолф Хартман (* 27 ноември 1721; † 8 септември 1759, в битка), бургграф на Кирхберг, граф на Хахенбург
- Кристиан Албрехт Казимир (* 5 декември 1726; † 12 януари 177), бургграф на Кирхберг, граф на Хахенбург
- София Шарлота (* 11 октомври 1731; † 5 март 1772), омъжена на 6 януари 1765 г. в Хахенбург за Йохан Мартин II фон Щолберг-Росла (* 6 януари 1728; † 8 октомври 1795)